# Federal Alliance
Die Federal Alliance (FA) war eine südafrikanische Partei.
Sie wurde 1998 von dem Großindustriellen Louis Luyt gegründet, der der Partei fortan durchgehend vorstand. Die FA sah sich als Sprachrohr aller von der aktuellen Politik frustrierten Volksgruppen, war jedoch faktisch eine Partei der Afrikaaner.
Bei der Wahl 1999 gelang der Einzug ins Parlament, dem ein Jahr später der Zusammenschluss mit der Democratic Party und Nuwe Nasionale Party zur Democratic Alliance folgte. Dieser war jedoch nur kurzlebig. Während die Democratic Party diesen Namen für sich behielt, schieden die anderen Parteien aus dem Bündnis aus. Die FA fristete anschließend ein Dasein als unbedeutende Partei, bei den nationalen Wahlen von 2004 trat sie erst gar nicht mehr an. Im September 2007 wurde bekannt gegeben, dass die Partei mit der Vryheidsfront fusionieren werde. Luyt zog sich im selben Monat aus der aktiven Politik zurück.

## Ergebnisse bei nationalen Wahlen
| Wahl | Prozent | Sitze |
| ---- | ------- | ----- |
| 1999 | 0,54 %  | 2     |